# 鍛冶町 (北九州市)
鍛冶町（かじまち）は、福岡県北九州市小倉北区の地名。郵便番号は802-0004。

## 地理
鍛冶町は、小倉北区の町名であり、同地の歓楽街の名称でもある。城下町の町割りの名残で碁盤の目状の区画になっているが、区画道路の道幅が狭く、幹線道路以外は全て一方通行になっている。幹線道路沿いはオフィスビルが建ち並んでいるが、内部の区画道路沿いは居酒屋やクラブなどが非常に多く軒を連ね、小倉の夜の中心地となっている。
名所として、森鷗外旧居がある。1899年（明治32年）6月、第12師団軍医部長として小倉に赴任し、1900年（明治33年）暮れまで居住していた借家が保存されたものであり、森鷗外旧居前の通りは「オーガイストリート」と名づけられている。

## 広域地名
歓楽街としての鍛冶町は平和通り・北九州モノレール平和通駅の東側および勝山通りの南側を指すが、隣接する米町や堺町と一つにまとめられることも多い。

## 歴史

### 地名の由来
小倉城下の町名に由来し、鍛冶町とは、近世の城下町において、職業別集住制が行われ、鍛冶屋が多く住んだ地区を指す。魚町や馬借なども城下町の町名に由来する。

## 施設

### 商業施設・企業拠点
- ホテルテトラ北九州（旧小倉ワシントンホテルプラザ→北九州ホテルプラザ）
- 大同生命保険北九州支社
- 積水ハウス北九州支店
- 北九州YMCA

### 金融機関
- りそな銀行北九州支店（空中店舗、魚町から移転）
- 西日本シティ銀行北九州総本部（旧小倉支店跡にビル新築）
- 三井住友信託銀行北九州支店
- 日本政策金融公庫北九州支店

## 治安
鍛冶町1丁目及び2丁目は、暴力団排除条例に基づき、暴力団排除特別強化地域に指定されており、暴力団と飲食店等との間でみかじめ料のやりとり、便宜供与などが禁止されている（双方に罰則が有り）。また、地域内に営業所を置く特定接客業者は、所定の標章を掲示することで暴力団員の立入りを禁止することができる。

## 交通
- 北九州モノレール平和通駅

## ギャラリー

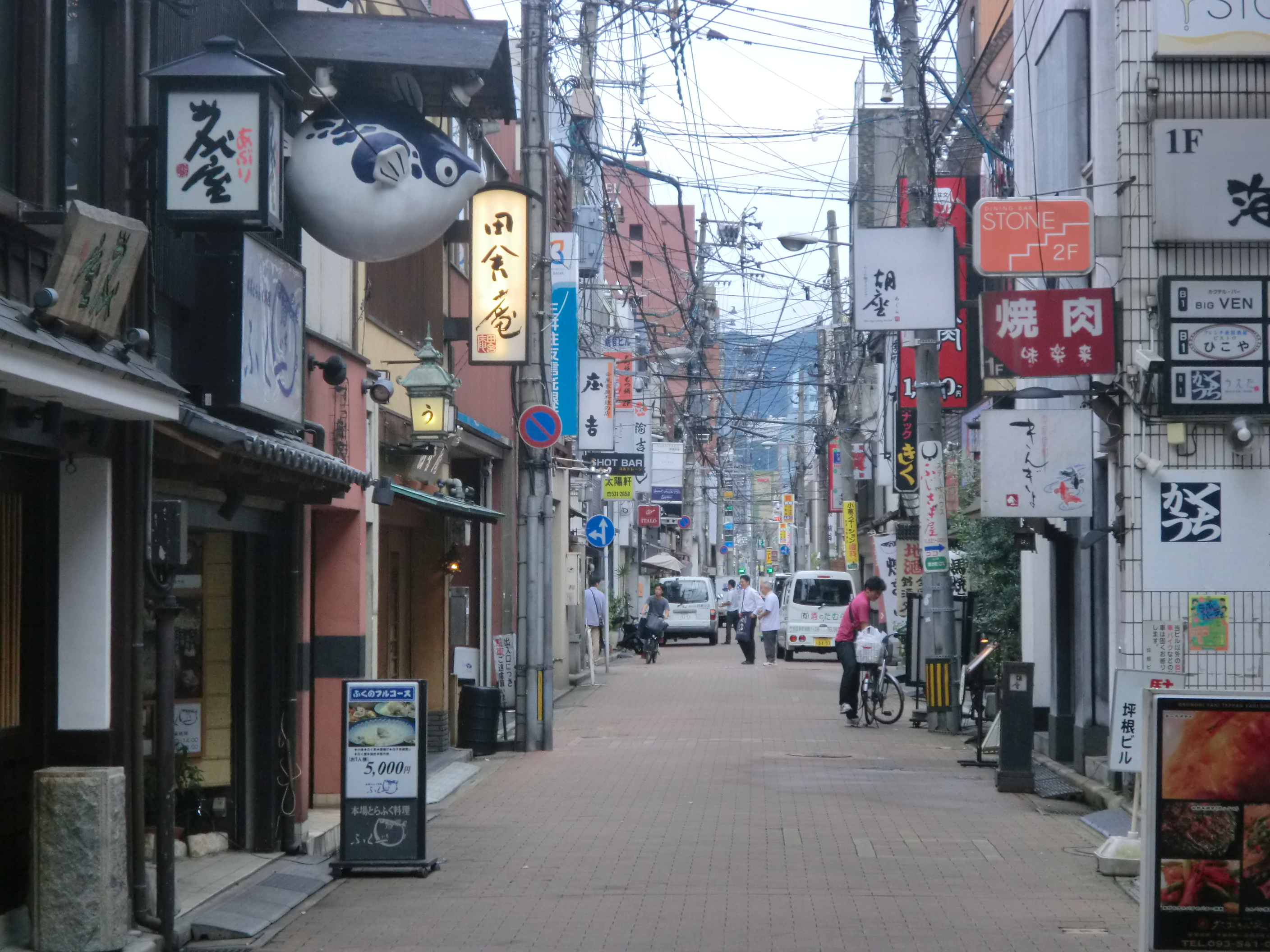
区画道路沿いの街並み（オーガイストリート）
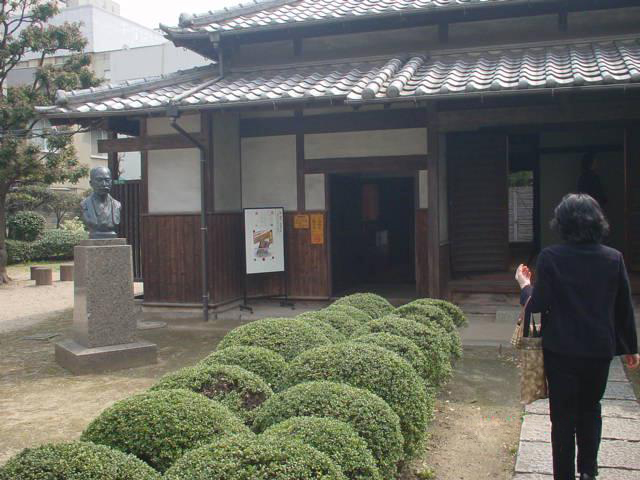
森鷗外旧居
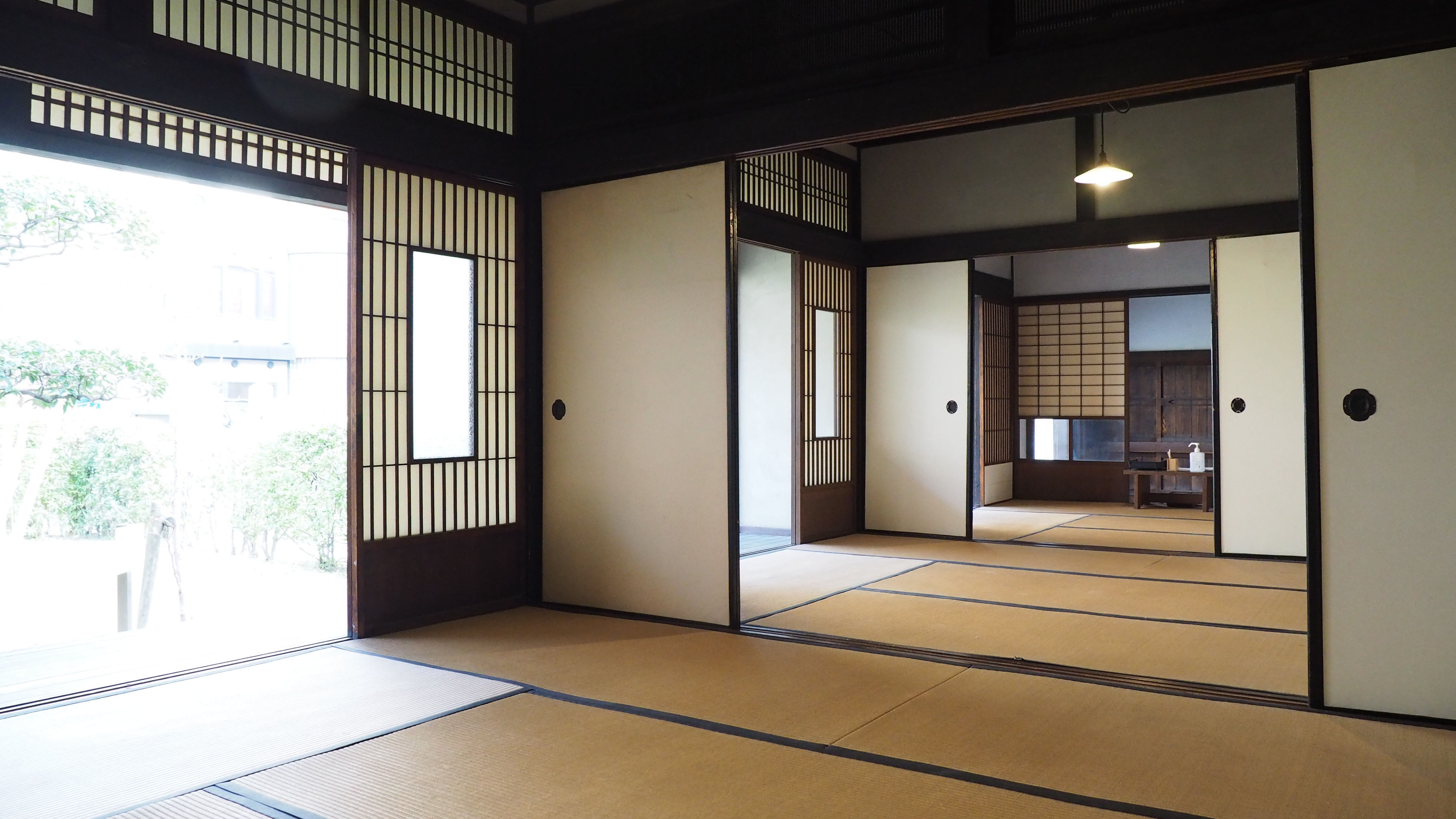
森鷗外旧居